# Maite Méndez Baiges

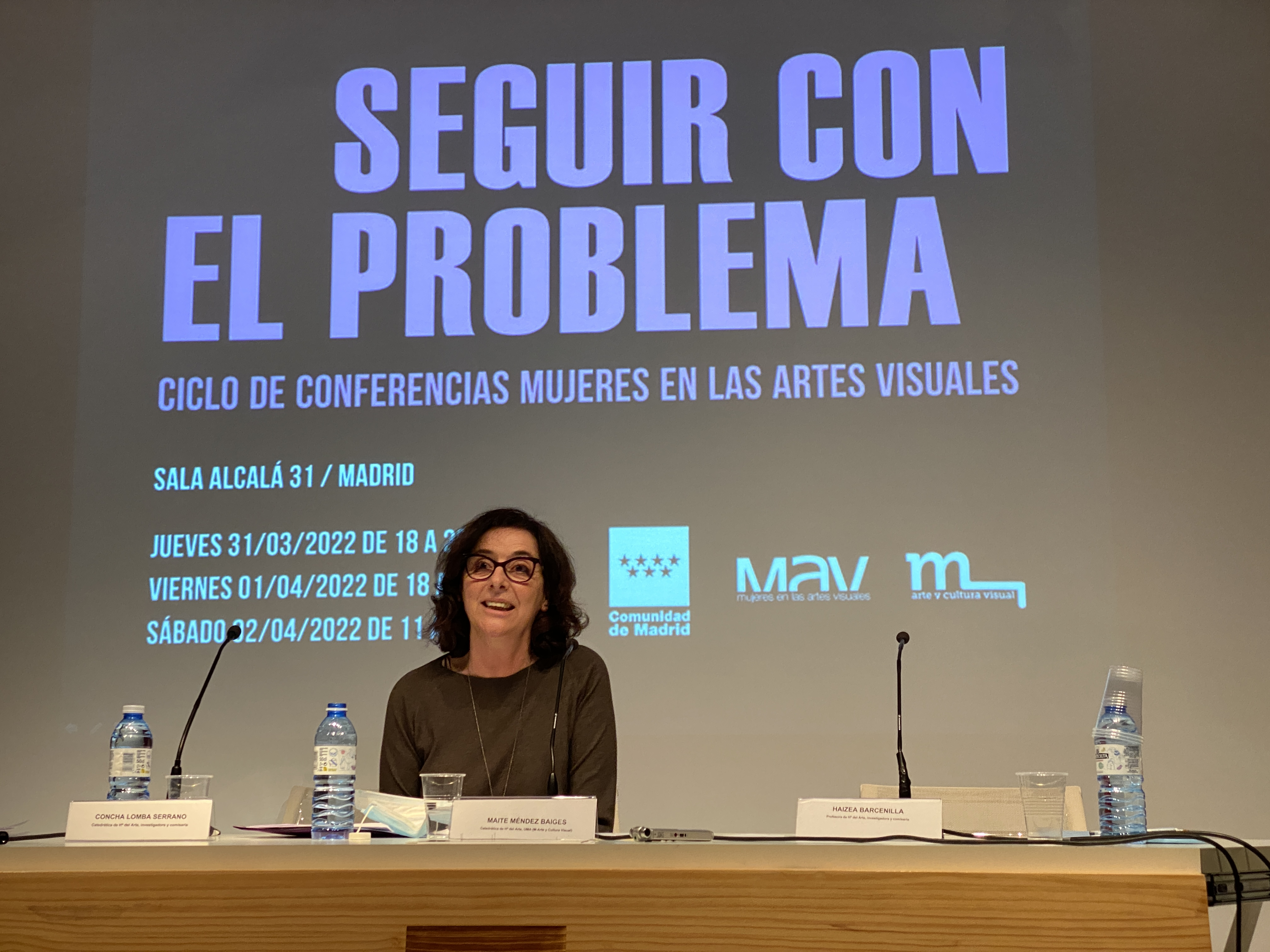
En su ponencia en las jornadas de M-Arte y Cultura Visual de la asociación MAV en el año 2022

María  Teresa Méndez Baiges (Jaén, 28 de noviembre de 1964), conocida como Maite Méndez Baiges, es profesora e investigadora española especializada en historia y teoría del arte y de la arquitectura del siglo XX y XXI. Es catedrática de arte contemporáneo en la Universidad de Málagadonde además imparte clases en el Master de Desarrollos Sociales de la Cultura Artística y en el Master de Igualdad de Género.La mayor parte de su trayectoria académica la ha desarrollado investigando los problemas sobre la relación entre  vanguardia y modernidad, así como de arte y género. Ha construido un discurso histórico de los movimientos artísticos contemporáneos mediante un estudio crítico basado en diversas valoraciones metodológicas e ideológicas. Galardonada con el Premio MAV 2020, en la categoría Investigación/Crítica/Teoría, que concede la asociación Mujeres en las Artes Visuales.En el año 2025 es nombrada directora de la Academia de España en Roma.

## Trayectoria profesional
Maite Méndez Baiges es Doctora en Filosofía y Letras por la Universidad Autónoma de Madrid (tesis:Vanguardia y tradición. El caso de Giorgio de Chirico, dirigida por Rafael Argullol). Licenciada en Geografía e Historia por la Universidad Complutense de Madrid, Master en Estética y Teoría de las Artes por la Universidad Autónoma de Madrid. Completa su formación con la beca de la Academia española de Historia, Arqueología y Bellas Artes (hoy Real Academia de España en Roma) durante el curso 1992-93. 
En abril de 2025 es nombrada directora de la Academia de España en Roma.
Desde septiembre de 2020 directora del ‘Instituto Universitario de Investigación en Género e Igualdad de la UMA’dedicado a la investigación, formación y el asesoramiento a organismos e instituciones en materia de igualdad y género. Actualmente más de 100 investigadoras forman parte de IGIUMA. También es directora de la Red de Investigación en Arte y Feminismos ‘RIAF’.Ha sido investigadora invitada, realizado estancias y dictado conferencias en, entre otras, la Universidad de California Berkeley, la Universidad de Michigan, la Universidad de Oxford, La Sapienza de Roma, Università degli Studi di Salerno, Universitá degli Studi di Firenze, Universitá Federico II Napoli, Istituto Universitario di Architettura di Venezia, la Real Academia de España en Roma, University of Northern Iowa, State University of New York at Albany, la École Nationale Supérieure d’Art de Bourges, la Ecole supérieure des Beaux-Arts de Toulouse, la Universidad de Barcelona, la Universidad del País Vasco, la Escuela de Arquitectura de Sevilla, la Universidad de Zaragoza, el Museo Thyssen Bornemisza de Madrid, el Centre Pompidou Málaga, el Museo Nacional Centro de Arte Reina Sofía, la Fondazione Baruchello, etc.

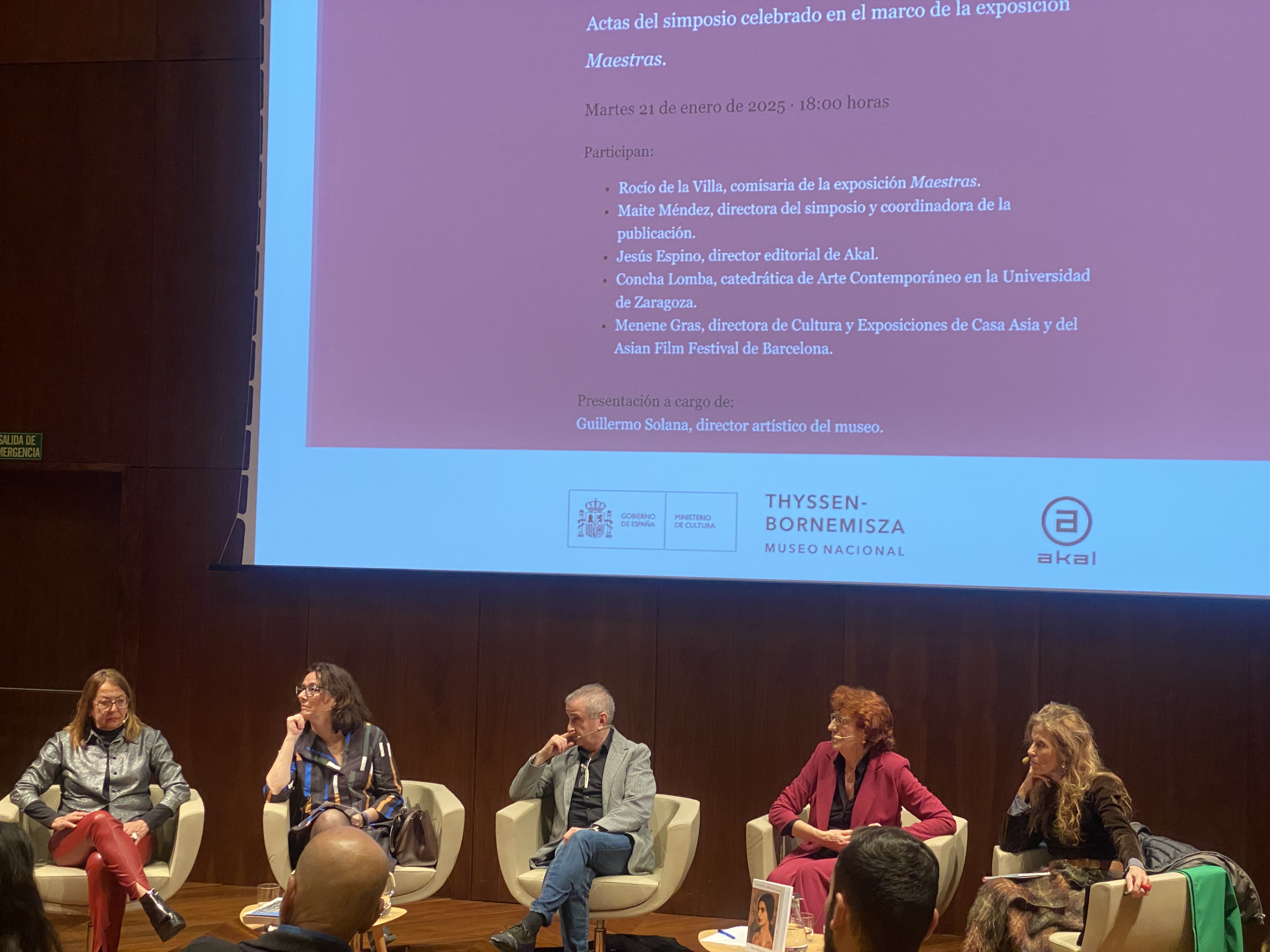
En el Museo Thyssen de Madrid, 2025, en Cruce de Culturas, de la exposición Maestras.

Ha comisariado las exposiciones Camuflajes para la Casa Encendida, Madrid, 2009 y El bricoleur y la ciudad: Juan Antonio Ramírez y Málaga, para Universidad de Málaga, 2017-18. Ha colaborado en la organización de exposiciones de la Colección Banco de España, BOZAR (Bruselas), Telefónica, Fundación Picasso Museo Casa Natal (sobre Lee Miller y Joan Fontcuberta), Museo Thyssen-Bornemisza de Madrid, Museo Carmen Thyssen Málaga, así como en diversas galerías privadas. 
Congresos sobre feminismo y colaboraciones en publicaciones especializadas
También destacan sus aportaciones en conferencias internacionales y en la organización de Seminarios, Simposios y Congresos Internacionales desde la perspectiva de género y la perspectiva feminista: 
en Buenos Aires, Argentina, (en diciembre de 2012) "Primer Congreso de Estudios Postcoloniales"
II Jornadas de Feminismo Poscolonial "Cruzando puentes: Legados, genealogías y memorias poscoloniales", con la ponencia “La deconstrucción feminista y poscolonialista del discurso sobre el arte moderno. Les Demoiselles d’Avignon como caso de estudio”.
I Congreso Internacional Géneros y Subjetividades en las Prácticas Artísticas Contemporáneas (siglos XX y XXI). Málaga 2019. 
II Congreso Internacional Desnortadas. territorios del género en la creación artística contemporánea [Málaga, 25 y 26 de mayo de 2023].
Como Investigadora Principal, destacan los siguientes proyectos:
- “Desnortadas. Territorios del género en la creación artística contemporánea” (Proyecto Plan Nacional 2020-2024: PID2020-115157GB-I00), cuyas investigadoras principales son Maite Méndez Baiges y Haizea Barcenilla.[14]
- “Prácticas de la subjetividad en las artes contemporáneas. Recepción crítica y ficciones de la identidad desde la perspectiva de género”. (Proyecto del Plan Nacional 2016-2020). Investigadora principal Maite Méndez Baiges.[15]
- “Lecturas de la historia del arte contemporáneo desde la perspectiva de género” L.H.A.C.P.G (Proyecto del Plan Nacional 2011-14). Investigadora principal Maite Méndez Baiges. [16]
- “Arquitectura, ciudad y territorio en Málaga (1900-2008)” proyecto de investigación de excelencia de la Junta de Andalucía 2008-2012/P07-HUM-02648. Investigadora principal Maite Méndez Baiges .[17]
- “El camuflaje en la cultura visual contemporánea: arte, arquitectura, diseño y culturas urbanas". (Proyecto del Plan Nacional 2007-2010).  HUM2007/61182/ARTE. Investigadora Principal Maite Méndez Baiges.[18][19]

### Colaboraciones en revistas especializadas
Colabora en las revistas:
- Letras Libres,
- Cuadernos Hispanoamericanos,
- Revista de Occidente,
- "Exit imagen y cultura"[20] creada y dirigida por Rosa Olivares,
- "Artecontexto"[21] creada y dirigida por Alicia Murría
- También ha pulicado artículos en las revistas Anales de Historia del Arte, Quintana, Aesthesis, Piano B, Fedro, African Quarterly Studies, etc.

## Publicaciones
- Méndez B., Maite. Las Señoritas de Aviñón y el discurso crítico de la modernidad. Editorial universidad de Granada, 2021. ISBN978-84-338-6749-0. [22]

- "Arte Escrita.Texto/Imagen y Género en el Arte Contemporáneo" (Madrid, 2017).[23]

- “Lecturas de la historia del arte contemporáneo desde la perspectiva de género” (2011-14).[24]
- “Arquitectura, ciudad y territorio en Málaga" (1900-2008)".[25][26]
- "Camuflaje. Engaño y ocultación en el arte contemporáneo" (Madrid, 2007).[27]
- “El estilo del relax: El relax expandido” (Málaga, 2010).[28]
- “Modernidad y tradición en la obra de Giorgio de Chirico” (México D.F., 2001).
- “La mirada inútil. La obra de arte en la edad contemporánea” (Madrid, 1992).
- Traductora al español de una antología de Le vite dei piè eccellenti architetti, pittori e scultori da Cimabue ai tempi nostri, (Las Vidas) de Giortgio Vasari, para las editoriales Tecnos, Alianza y Cátedra, 1999.